# Eierbal

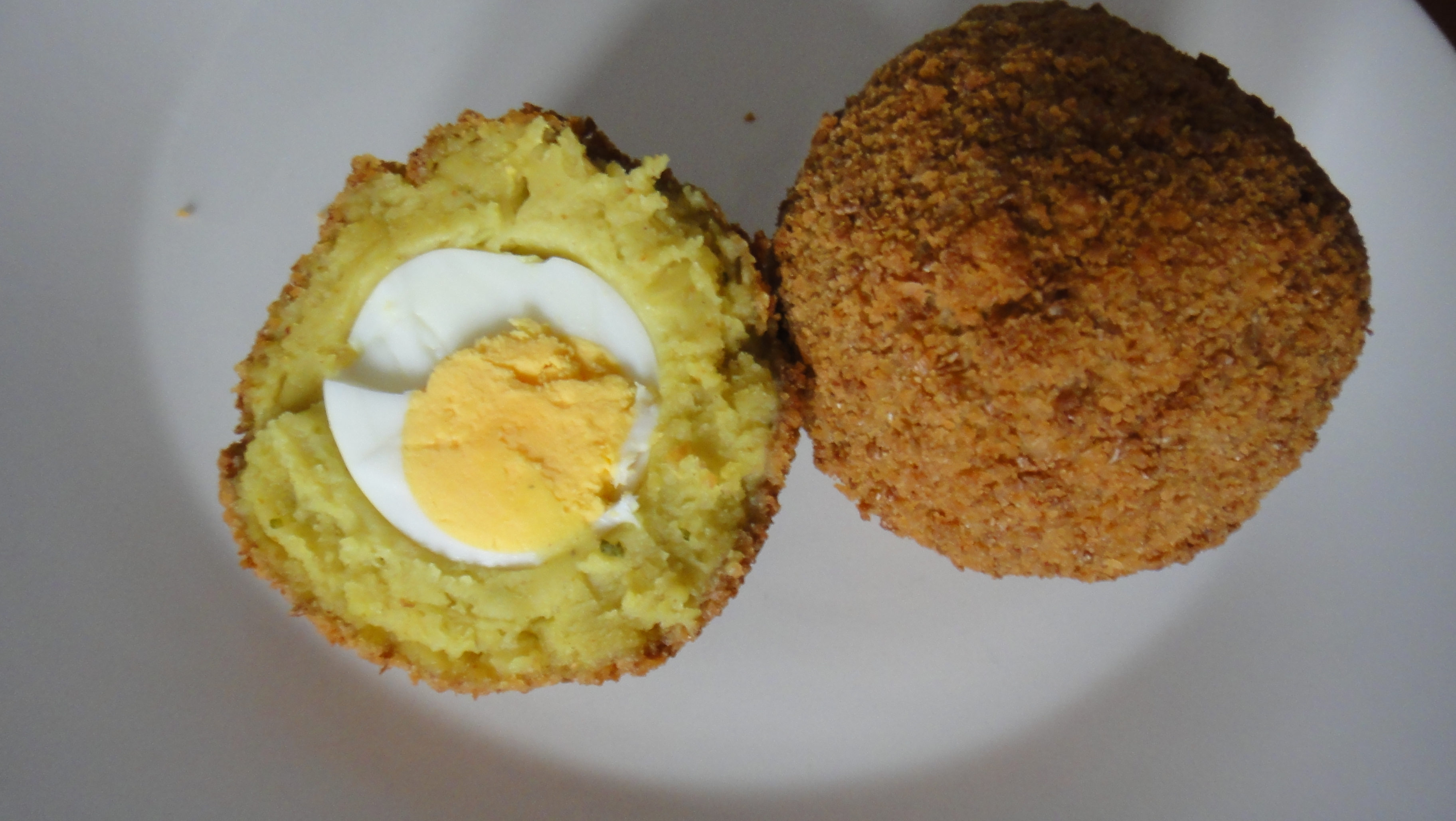
Ein halbierter und ein ganzer Eierbal

Der Eierbal (Plural: Eierballen) ist ein frittiertes Ei, das als Snack im Norden und Osten der Niederlande beliebt ist. Außerhalb dieser Regionen ist der Eierbal kaum bekannt.
Die ersten Eierballen wurden zu Beginn der 1950er Jahre in Groningen frittiert, deren eierbaltraditie ist Bestandteil des immateriellen Kulturerbes der Niederlande.

## Beschreibung
Ein Eierbal besteht aus einem ganzen oder halben gekochten, gepellten Ei, das von einer Teigschicht ummantelt ist. Die Eier sind Hühner-, gelegentlich auch Wachteleier. Der Teig besteht aus Mehl, Bouillon, Butter und Eiweiß. Der Ball wird paniert und bei 180 bis 185 °C frittiert. Die genaue Rezeptur kann dabei von Snackbar zu Snackbar variieren.
Eierballen werden warm oder kalt, aus der Hand oder als Bestandteil einer größeren Mahlzeit gegessen. Es gibt sie in den landestypischen Automatenrestaurants, dort als Eten uit de muur (Essen aus der Mauer) bezeichnet, in Snackbars und in Cafeterien.

## Varianten
In Großbritannien existiert mit den schottischen Eiern ein vergleichbarer Snack, der in den Niederlanden auch vogelnestje genannt wird. Dabei ist das Ei mit Wurstbrät anstelle von Teig umhüllt.
Eine andere Variante des Eierbals ist das Frietei, bei dem das Ei manchmal gestückelt wird, bevor es in Paniermehl zu einem Bällchen gerollt wird. Dieses Frietei findet man unter anderem im Osten und Süden der Niederlande.
Der größte Eierbal der Welt wurde am 24. Juni 2015 von der Snackbar Friet van Piet von Groninger Studenten frittiert. Dafür wurde ein Straußenei verwendet. Der Umfang dieses Eierbals betrug 44 cm.